# Pompa diagonalna

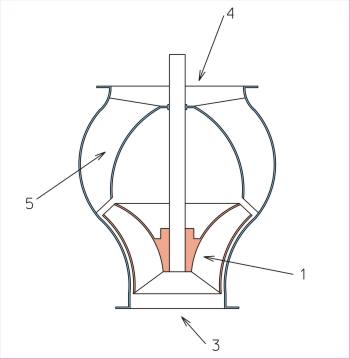
Pompa diagonalna

Pompa diagonalna – pompa wirowa krętna o wirniku diagonalnym.
Wirnik (1) umieszczony w osiowym korpusie (2). Dopływ (3) i odpływ (4) cieczy jest osiowy. Przepływ cieczy przez wirnik jest ukośny. Kierunek cieczy z ukośnego na osiowy zmieniany jest w kierownicy łopatkowej (5). Także w kierownicy część energii momentu pędu cieczy zamieniana jest na energię ciśnienia. Pompy diagonalne niemal wyłącznie pracują w pozycji pionowej.
Pojedyncze pompy diagonalne osiągają wysokości podnoszenia do 60 m oraz wysokie wydajności dochodzące do 40000 m³/h. Pompy diagonalne często stosuje się w układach wielostopniowych. Jako że korpus pompy diagonalnej swymi zewnętrznymi wymiarami niewiele przekracza średnicę rurociągu, pompy tego typu często stosowane są w pionowych instalacjach odwadniających.
Sprawność energetyczna (η) pompy diagonalnej leży w zakresie 0,75–0,88.